# Robert Hammerstiel

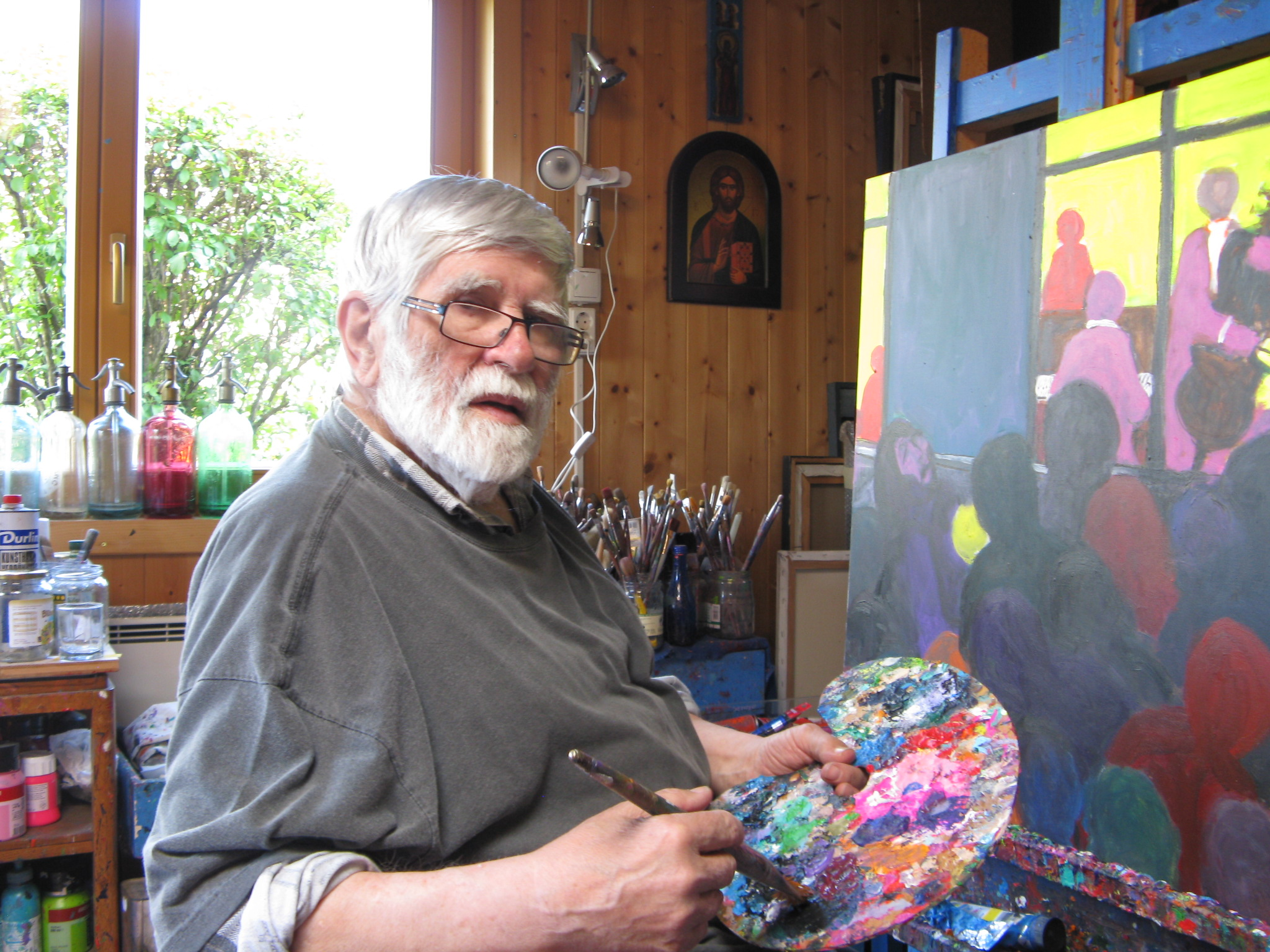
Robert Hammerstiel in seinem Atelier in Pottschach (Ternitz) (2017)

Robert Hammerstiel (* 18. Februar 1933 in Vršac, deutsch Werschetz, Königreich Jugoslawien; † 23. November 2020 in Neunkirchen) war ein österreichischer Maler, Grafiker und Holzschneider. Hammerstiel fand internationale Anerkennung, was sich auch in zahlreichen Auszeichnungen widerspiegelte.

## Leben und Werk
Robert Hammerstiel lebte als Kind im serbischen Viertel von Werschetz. Die Familie war banatdeutsch, sein Vater hatte eine kleine Bäckerei, er wäre aber lieber Maler gewesen und malte neben seinem Beruf Schilder, Aufschlagkarten und vor allem Ikonen.
Im November 1944 wurde Robert Hammerstiel mit seinem Bruder Alfred und seiner Mutter (der Vater war beim Militär) interniert. Er war in den Lagern Zichydorf (= Plandiste), Setschanfeld (=Ducine), Molidorf (nahe dem heutigen Toba) und Gakovo. Zeitweise war er von seiner Mutter getrennt und erlebte große Not. Viele Freunde und Familienangehörige sind verstorben. Er wäre (auch) fast verhungert, hatte schwere Krätze und Malaria. Um zu überleben, musste er Gras essen und nachts im Boden nach Knollen und Zwiebeln graben. In Molidorf fand er Weizenkörner in Mäusegängen im Fehlboden des Dachbodens, was ihm das Leben rettete.
Ende August 1947 gelang Robert Hammerstiel mit seiner Mutter und seinem jüngeren Bruder die Flucht über Ungarn nach Niederösterreich. Dort arbeitete er zunächst bei Bauern, wobei ihn Heimweh und eine Diskriminierung als Flüchtling schwer belastete. 1949 bis 1953 lernte er in einer Bäckerei in Pottschach. Ab 1955 arbeitete er in den Stahlwerken in Ternitz vor allem in der Graugießerei und Formen der Kokillenkerne, eine körperlich schwere und anstrengende Arbeit bei großer Hitze. Nach einer Verbrennung der Hände wurde er 1979 ins Archiv zu einer Bürotätigkeit versetzt.
Hammerstiel hatte neben seinem Broterwerb stets gezeichnet und war schon früh autodidaktisch als Maler tätig. Sein Vater, der 1950 aus Kriegsgefangenschaft entlassen wurde, hat ihn künstlerisch angeleitet und gefördert. Neben der Darstellung von Motiven aus seiner Umwelt begann Hammerstiel, der sich selbst als „Überlebender von vielen Toten“ begriff, gegen Ende der 1960er Jahre seine traumatischen Kindheitserlebnisse aufzuarbeiten.
Bei einer Ausstellung "Talente erweckt – Talente entdeckt" gewann Hammerstiel 1958 einen Förderpreis des Österreichischen Gewerkschaftsbundes. Er konnte 1959–1961 in Wien bei Gerda Matejka-Felden im Rahmen von mehreren Kunstseminaren, für die er jeweils in der Fabrik beurlaubt wurde, und auch bei ihr im Atelier lernen. 1963–1966 lernte er in weitern Kunstseminaren des Gewerkschaftsbundes bei Professor Robert Schmidt. Dieser lenkt Hammerstiels Arbeitsweise auf den Holzschnitt. Weitere Lehrer Hammerstiels waren Gerhard Swoboda und August Swoboda.
1968 konnte er zu einem Kunstseminar nach Recklinghausen fahren und dort auch ausstellen. 1969 endeten die Kunstseminare des Gewerkschaftsbundes. Etwa ab 1972 beschäftigte sich Hammerstiel intensiv mit Themen des Alten und Neuen Testamentes, insbesondere in der Technik Holzschnitt. 1975 besuchte Hammerstiel ein internationales Kunstsymposium in der Nähe von Mostar. Später folgten weitere Einladungen zu internationalen Kunstsymposien, 1980 in Prilep, Mazedonien und mehrmals in Budapest.
Seit 1968 präsentierte Hammerstiel sein Werk in verschiedenen Ausstellungen, zunächst vor allem in Wien und Niederösterreich, aber bald auch in Deutschland und später in anderen Ländern. In Berlin stellte er seit 1974 sehr oft und erfolgreich aus, und er schrieb später, dass es keine Stadt gebe, die er mehr liebe als Berlin.
Im Jahr 1985 erhielt er vom österreichischen Bundespräsidenten Rudolf Kirchschläger den Berufstitel Professor verliehen. Kirchschläger schätzte die Kunst von Hammerstiel sehr und hatte persönlichen Kontakt mit ihm. 1988 wurde Hammerstiel krankheitsbedingt vorzeitig pensioniert (Invalidenpension). Seither war er ausschließlich als freischaffender Künstler tätig.
Hammerstiels Werk wurde von den tragischen Erlebnissen der Kindheit beeinflusst. In seinem Leben war das Leid, das er als Kind erfahren hatte, immer wieder präsent. Aber es ging ihm nicht um Reminiszenz, sondern um die Menschenwürde, das Menschsein unter widrigsten Umständen, von inneren Ängsten getrieben. Er opponierte vehement gegen das Herrische im Menschen und in der Gesellschaft, er klagte still und zugleich stark Ungerechtigkeit und immerwährende Zustände von Gewalt und Terror an. Hammerstiel suchte die Wirklichkeit hinter der scheinbaren Wahrheit, und es waren Hass und Grausamkeit, gegen die er sich stellte.
Hammerstiel hatte eine besondere Beziehung zur Musik. Wenn er malte, hörte er meistens Musik, zum Beispiel von Rachmaninow. Er fertigte auch Bilder zu Schuberts Winterreise (1998), in denen auch die Erlebnisse der Internierung verarbeitet wurden und die in einer eigenen Ausstellung gezeigt wurden und in einem Buch dargestellt sind.
Entscheidend für Hammerstiels neue Werkphase wurde 1988 eine Reise nach New York. Er wandte sich, wenn auch kunsthistorisch verspätet, der Pop-Art zu (Milton Avery, Edward Hopper). Der Aufenthalt in New York wurde zur klaren Zäsur. Hammerstiel ging neue künstlerische Wege. Durch das Schrille und Grelle Manhattans beeindruckt, entdeckte er die Farbe neu und vereinfachte die Formen radikal. Er stellte Räume auf neue Weise dar, verzichtete auf alles Nebensächliche. Sein Werk war fortan geprägt von einer lebendigen Farbigkeit und einer radikalen, fast plakativen Reduktion der Form auf das Wesentliche. Mit diesem stilistischen Wandel stellte er seine Themen auf neue, faszinierende Weise dar. Hammerstiel reiste noch öfter nach New York, sowie auch mehrfach nach Paris, das ihm zu einer zweiten Heimat wurde.
2007 wurde der 73 Meter hohe Ringturm am Schottenring in Wien für mehrere Monate an allen 4 Seiten durch ein Monumentalwerk Hammerstiels verhüllt, das die Stationen seines Lebens zeigte.
Seit 2010 diente das ehemalige Haus seiner Großeltern in Vršac als Robert-Hammerstiel-Museum. Seit 2011 ist im Landesmuseum der Wojwodina in Novi Sad ein Robert-Hammerstiel-Saal als Dauereinrichtung installiert.
Hammerstiel lebte in Pottschach, Niederösterreich und war oft in Wien. Am 30. April 2017 verstarb seine Frau, Margareta Hammerstiel, geborene Speringer, die er am 14. April 1956 geheiratet hatte.
Am 2. Juni 2023 wurde in Ternitz im Pförtnerhäuschen vor dem Herrenhaus ein Hammerstiel-Museum eröffnet.

## Ausstellungen
Eine Übersicht über die wichtigsten Ausstellungen von Hammerstiel ist auf seiner Homepage zu finden.
- 1973 Wien, Künstlerhaus Wien
- 1974: Galerie Deutschlandhaus Berlin
- 1988 New York, Austrian Institut
- 1991 Kairo, Museum für Moderne Kunst
- 1993 Wien, Künstlerhaus Wien
- 2002 Vršac, Nationalmuseum
- 2006 Wien, Leopold Museum
- 2007 Wien, Künstlerhaus Wien
- 2008 Brüssel, ständige Vertretung des Landes Baden-Württemberg bei der EU
- 2009 Wien, Leopold Museum
- 2012 Wien, Albertina[25]

## Auszeichnungen
- 1973: Österreichischer Staatspreis für Grafik
- 1995 Prinz-Eugen-Medaille[26]
- 1985: Verleihung des Berufstitels Professor
- 1998: Österreichisches Ehrenkreuz für Wissenschaft und Kunst
- 2002: Zum ungarischen Kulturritter geschlagen, Magyar Kultúra Lovagja[27]
- 2005: Verleihung des Ehrentitels Ritter des Ordens des heiligen Papstes Silvester durch Papst Johannes Paul II.
- 2005: Goldener Lorbeer der Gesellschaft der bildenden Künstler Österreichs, Künstlerhaus Wien
- 2006: Verleihung des Leopoldpreises im Leopold Museum Wien
- 2006: Ehrenmitglied der Akademie für Wissenschaft und Kunst in Novisad/Serbien
- 2009: Ehrenbürger der Stadt Werschetz
- 2013: Ehrenbürger der Stadt Ternitz[28]

## Werke (Auswahl)
Werke von Hammerstiel sind in vielen bedeutenden Sammlungen in Europa und Übersee. 

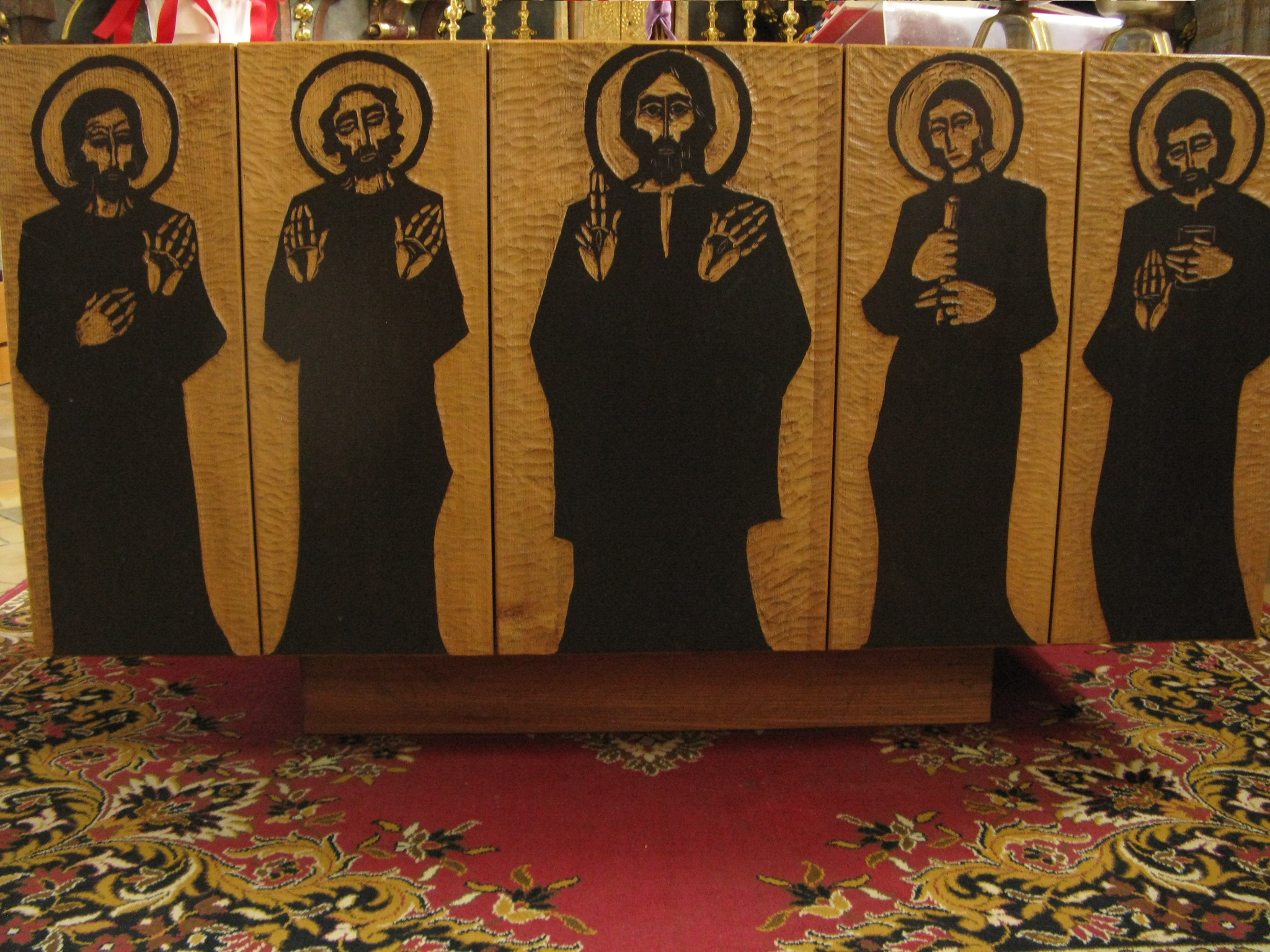
Volksaltar in der Pfarrkirche Pottschach

- Triptychon Abend, Nacht und Morgen, 1977, Öl auf Hartfaserplatte, Heeresgeschichtliches Museum, Wien.
- Volksaltar und Ambo in der Pfarrkirche Pottschach, 1981; sowie Kreuzweg und Pfarrhof von Pottschach.
- "Huldigung an die Mütter Vojvodinas" im Landesmuseum Novi Sad[30], Kopie in Kapelle Rudolfsgnad.[31]
- Skulptur "Mütter der Vojvodina" am Hauptplatz in Werschetz, 2014[32]

## Veröffentlichungen (Auswahl)
- Holzschnitte zu den Evangelien. Luther Verlag, Bielefeld 1978, ISBN 3-7858-0246-3.
- Von Ikonen und Ratten. Eine Banater Kindheit 1939–1949. Wien und München 1999, ISBN 3-85447-872-0.
- Die New York Bilder. Georg van Almsick, Gronau-Epe 2000.
- Sein Werk. Alfred Lüthy, Bern 2001.
- Bilder eines Zeitzeugen. Leopold Museum, Wien 2006.
- Von klaren und von blinden Spiegeln. Armonia Verlag, Gloggnitz 2007, ISBN 978-3-9501793-5-4.
- Lebensansichten. Robert Hammerstiel im Gespräch mit Roswitha Barosch. R. Barosch Verlag, Wien 2011, ISBN 978-3-200-02742-8.
- Gedanken über Kunst. Brandstätter Verlag, Wien 2011, ISBN 978-3-85033-415-0.